# 瑪蒂娜
玛蒂娜（希腊语：Μαρτίνα；641年后去世）是東羅馬帝國皇后，也是她叔叔東羅馬皇帝希拉克略的第二任妻子，并于641年与她的儿子希拉克略二世一起摄政。她是玛丽亚（希拉克略的妹妹）与马丁努斯的女儿。根据宣信者狄奧法內斯的编年史，玛丽亚和希拉克略是老希拉克略和他的妻子歐皮菲尼婭的孩子。

## 帝國皇后
希拉克略的第一任妻子法比婭·歐多基婭皇后于612年8月13日去世。根据君士坦丁堡大牧首尼基弗鲁斯一世的《Chronographikon syntomon》 ，她的死因是癫痫。
根据狄奧法內斯的说法，玛蒂娜不久后就嫁给了她的叔叔希拉克略，最迟婚期是在613年。然而，尼基弗鲁斯认为这桩婚姻发生在公元 7 世纪 20 年代与欧亚阿瓦尔人的战争期间。
根据迦克墩派基督教关于乱伦的规定，这种婚姻被认为属于禁止亲属关系的范围内。自《狄奥多西法典》颁布以来，叔侄之间的婚姻就被宣布为非法。因此这桩婚事遭到了首都君士坦丁堡人民和教会的反对。由于民众对前任皇后的崇拜，这桩婚姻更加不得人心。
尽管他不赞成并试图说服希拉克略否认玛蒂娜，君士坦丁堡牧首塞尔吉乌斯一世还是亲自主持了仪式，并在玛蒂娜被希拉克略封为奥古斯塔后，在奥古斯塔广场为她加冕。甚至皇室（希拉克略王朝）成员也表达了反对意见，希拉克略的兄弟（也是玛蒂娜的叔叔）狄奥多尔不断批评希拉克略，指出他在马尔蒂娜及其后代身上犯下的罪行“始终摆在他面前”。
然而，皇帝和皇后显然是一对亲密的夫妻：玛蒂娜陪伴她的丈夫参加了对抗波斯帝國薩珊王朝的多場戰役直到戰爭在628年完結。636年8月，当帝國軍隊在雅莫科河惨败（阿拉伯－東羅馬戰爭）的消息传来时，她也在希拉克略身边。这些失败在玛蒂娜摄政期间一直困扰着她，并使她越来越不受欢迎。她不受君士坦丁堡人民的欢迎，这可能是导致她的名字在629年被从货币中除名的原因。然而，其他学者建议不要接受这种观点，因为她在货币中消失的时间正值希拉克略进行重大货币改革之时。

## 皇太后

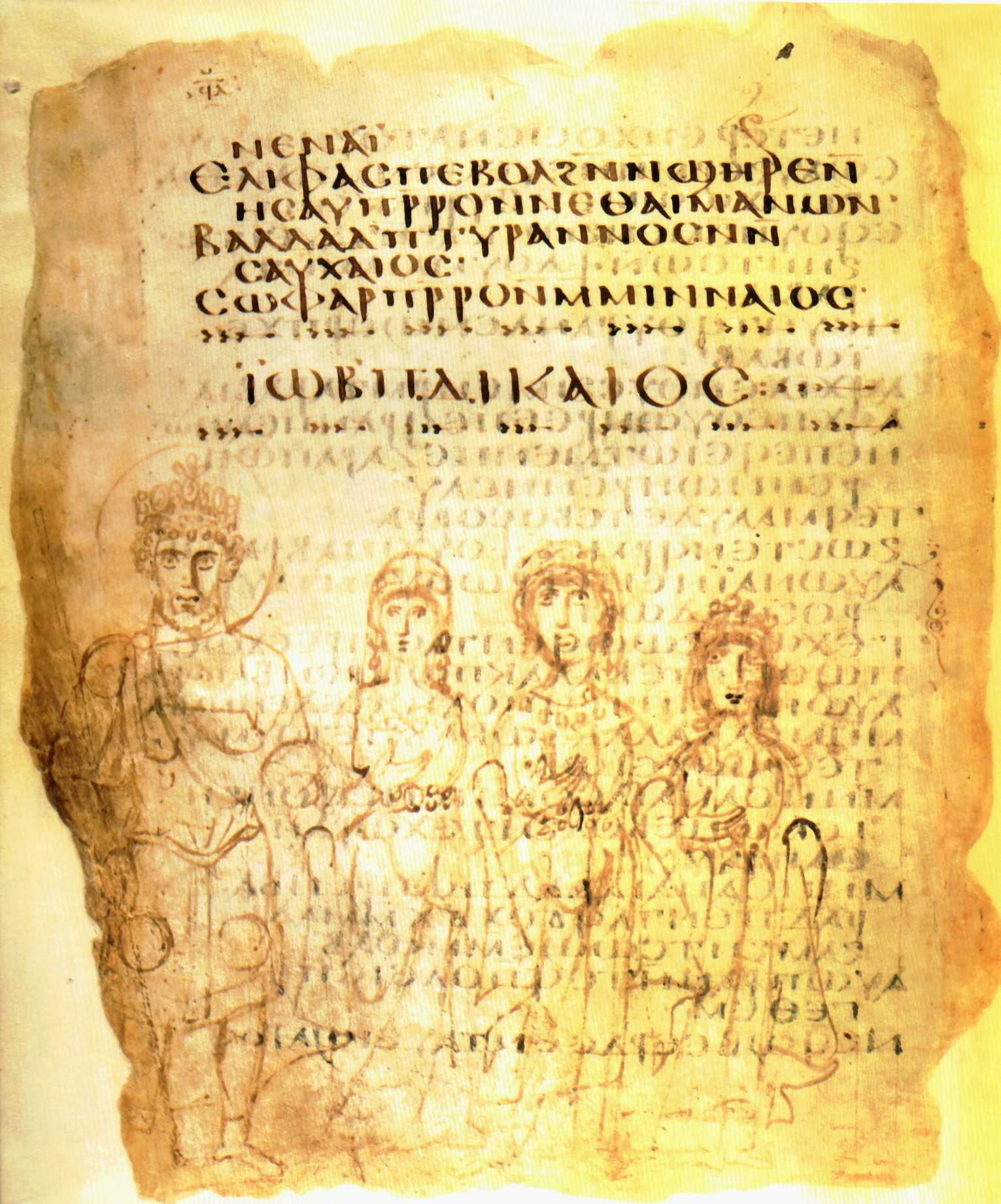
7世纪早期描绘约伯一家的画作，图中人物头戴皇冠，可能是以希拉克略（左）及其妻子玛蒂娜、妹妹埃皮法妮娅、女儿優多西婭·歐皮菲尼婭为原型。

641年，希拉克略临终前，将帝国留给了他与前妻所生的两个儿子——君士坦丁三世和他与玛蒂娜所生的儿子——希拉克略二世，并赋予他们共治皇帝的地位。玛蒂娜将被尊为皇后和她们俩的母亲，同时她在宫廷中也拥有影响力。
641年2月11日，希拉克略因水肿去世，尼基弗鲁斯认为这是上天对他近親婚姻的惩罚。三天后，玛蒂娜主动在公开仪式上宣布了希拉克略遗嘱的内容。此类仪式的权力通常属于继任皇帝，而不是皇后。玛蒂娜试图在两位共治皇帝之上树立自己的权威。
仪式在君士坦丁堡竞技场举行。出席的有元老院成员、其他政要和君士坦丁堡的民众。君士坦丁和希拉克略二世均缺席。玛蒂娜读了遗嘱的内容，并宣称自己拥有了帝国的高级权力。然而，人群却欢呼两位皇帝的名字，而不是她自己的名字，从而反对她擁有皇權。她被迫返回宫中。
玛蒂娜和她继子君士坦丁三世的关系一直很紧张。由于希拉克略二世年轻，玛蒂娜通过他来统治，始终反对君士坦丁三世的政策，导致两个不同的政治派系的产生。仅仅四个月后，君士坦丁三世就因肺结核突然去世，人们普遍认为皇太后毒死了他，以便让希拉克略二世成为唯一的统治者。然而，赫伦和加兰等历史学家指出，这很可能不是事实。随着他的去世和她的儿子成为唯一的统治者，玛蒂娜获得了对帝国政府的完全和无可争议的控制权。玛蒂娜立即开始流放君士坦丁的著名支持者，并在她的主要顾问之一皮洛士大主教的帮助下恢复了基督一志论政策。她召回亚历山大主教居鲁士，并在他流放后将他派往埃及，表明她对一志论政策的承诺。

## 军事政变
她的行为以及毒害君士坦丁的谣言导致人民和元老院开始反对玛蒂娜和她的儿子。終於，帝国將領瓦伦丁率领小亚细亚的军队向迦克墩进军，惊恐万分的希拉克略二世赋予了君士坦斯二世共治皇帝的地位，他是已故君士坦丁三世的儿子。
641年9月之后发生了大规模起义，军队洗劫了博斯普鲁斯海峡亚洲一侧的收成。当月，玛蒂娜失去了一位虔诚的追随者——君士坦丁堡的皮洛士的支持，后者在遭到反复袭击和跟踪后放弃了这座城市。这使得她容易受到鄙视她的元老院攻击。 
641年11月，帝国军队进军君士坦丁堡并逮捕了皇太后玛蒂娜和她的三个儿子皇帝希拉克略二世、大卫和马里诺斯，母子的统治就此结束。玛蒂娜的舌头被割掉，她的儿子们的鼻子被割掉 (劓刑)，她最小的儿子们被阉割。最终他们被流放到罗得岛。

## 分析
琳达·加兰 (Lynda Garland) 完成了对東羅馬皇后的全面研究，其中广泛涉及了玛蒂娜。她总结说，玛蒂娜皇后是抵抗阿拉伯帝國扩张失败以及其丈夫一志论政策延续的“替罪羊”。玛蒂娜对家人的野心确实引起了君士坦丁堡人民的不满。然而，与许多其他拜占庭皇后一样，她延续了为继承人提供生活保障和奋斗的传统。

## 子女
玛蒂娜和希拉克略育有数名孩子，但这些孩子的名字和出生顺序仍有争议：
- 君士坦丁三世，英年早逝。[13]
- 法比乌斯，颈部瘫痪，英年早逝。[16]
- 狄奧多西（葡萄牙语）是一位聋哑人，他与波斯薩珊王朝将军沙赫尔巴拉兹的女儿尼基结婚。[14]
- 希拉克略二世 ，641年為東羅馬皇帝 。
- 大卫·提比略（生于630年11月7日）于638年被授予凯撒的头衔。641年，他被短暂拥立为奥古斯都，与希拉克略二世和君士坦斯二世共同担任皇帝。被军队废黜、劓刑并流放到罗得岛。
- 马蒂努斯，凱撒。根据尼基乌的约翰的说法，他可能是被阉割后死去的最小的儿子。
- 奧古斯蒂娜（葡萄牙语） 。638年自封为奥古斯塔。[17]
- 瑪蒂娜（葡萄牙语）或阿纳斯塔西娅。638年加冕为奥古斯塔。[18]

其中至少有两人是残疾人，这被视为上天对近親婚姻的惩罚，也可能是近亲繁殖的结果。